# Sintonia
In radiotecnica la sintonia è l'operazione che permette di selezionare, tra tutti i segnali radio ricevibili, un solo segnale desiderato, eliminando quanto più possibile i segnali indesiderati e il rumore.
La sintonia è ottenuta mediante un apposito circuito, detto circuito di sintonia, che normalmente è regolabile per permettere di passare da un canale ad un altro.
Per indicare l'operazione di regolare il circuito di sintonia si usa il verbo "sintonizzare".

## Circuito di sintonia
Il circuito di sintonia è posto all'ingresso di un ricevitore radio o televisivo, e può avere diverse tipologie. Nei ricevitori supereterodina consiste in un filtro passa-banda a frequenza regolabile, associato ad un oscillatore a frequenza variabile detto oscillatore locale. La frequenza del filtro passa-banda e dell'oscillatore vengono fatte variare contemporaneamente; la sintonia si ottiene quando il filtro passabanda è regolato sulla frequenza centrale del canale da ricevere e la differenza tra la frequenza dell'oscillatore locale e quella del canale da ricevere è pari a quella della media frequenza.

## Caratteristiche della sintonia
La qualità della sintonia corrisponde con la possibilità di ricevere il canale desiderato eliminando tutte le interferenze e i disturbi. Per questo sono necessarie due caratteristiche principali:
- La selettività, che corrisponde alla capacità del circuito di sintonia di fare passare solo il segnale desiderato
- Basso rumore, ovvero la caratteristica del ricevitore di non aggiungere ai segnali ricevuti disturbi prodotti localmente dai circuiti elettronici.

Altri problemi che incidono negativamente sulla sintonia sono l'intermodulazione e la presenza di frequenze fantasma.